# Devin Star Tailes
Pour les articles homonymes, voir Dev.
Devin Star Tailes, plus connue sous son nom de scène Dev, est une chanteuse américaine née le 2 juillet 1989. Elle a sorti son premier album studio, The Night the Sun Came Up, le 5 septembre 2011 au Royaume-Uni et en Irlande. Elle a collaboré avec Demi Lovato pour le single Who's That Boy.

## Biographie

### Enfance
Dev est née à Tracy en Californie aux États-Unis. De père mexicain et de mère portugaise, Dev grandit à Manteca. Elle a deux jeunes sœurs, Sierra Sol et Maezee Lua. À quatre ans, elle commence la natation et intègre le pôle espoir des États-Unis.

### Vie privée
Elle a annoncé, le 7 septembre 2011 sur son Twitter, qu'elle était enceinte de son fiancé Jimmy Gorecki. Elle donne naissance à sa petite fille Emilia Lovely, le 9 décembre 2011.

## Discographie

### Album
- The Night the Sun Came Up (2011)
- Bittersweet July
- Bittersweeet July Part II

### Singles
- Booty Bounce (2010)
- Bass Down Low (avec The Cataracs) (2010)
- Fireball (2011)
- In the Dark (2011)
- Light Speed (2011)
- Dancing Shoes (2012)
- In My Trunk (2012)
- Take Her From You (2012)
- Kiss My Lips (avec Fabolous) (2012)
- Naked (avec Enrique Iglesias) (2012)
- Kiss It (avec Sage the Gemini) (2013)
- Kids (2014)
- Honey Dip (2015)
- Parade (2015)

### Collaborations
- Like a G6 - Far East Movement ft. The Cataracs & Dev (2010)
- Backseat - New Boyz ft. The Cataracs & Dev (2011)
- Top of the World - The Cataracs ft. Dev (2011)
- She Makes Me Wanna - JLS ft. Dev (2011)
- Hotter Than Fire - Eric Saade ft. Dev (2011)
- Who's That Boy - Demi Lovato ft. Dev (2011)
- I Just Wanna Fuck - David Guetta & Afrojack ft. Timbaland & Dev (2011)
- A1 (G-Mix) - Bobby Brackins ft. Dev & Ty$ (2011)
- Hey Hey Hey (Pop Another Bottle) - Laurent Wery ft. Swift K.I.D & Dev (2011)
- We Came To Smash - Martin Solveig ft. Dev (2011)
- BAD GIRL (The Cataracs remix) - Girls' Generation ft. Dev (2011)
- Sunrise - The Cataracs ft. Dev (2012)
- Break Ya Back - Timbaland ft. Dev (2012)
- Danse - Mia Martina ft. Dev (2013)
- Darkest Days - Arno Cost & Norman Dorey ft. Dev (2014)
- In Depth Perception - Jamie's Elsewhere ft. Dev (2014)
- Hey Ricky - NERVO ft Kreayshawn, Dev, Alisa (2015)

### Apparitions
- En 2012, elle se produit à nouveau au Dinah Shore Weekend, cette fois en compagnie de Chaka Khan, CeCe Peniston, Meital Dohan, Neon Hitch, Nina Sky et Wynter Gordon.